# Henry Hastings († 1250)
Henry Hastings, auch Henry de Hastings (* vor 1205; † vor 9. August 1250), war ein englischer Adliger.

## Leben
Henry Hastings war ein Sohn von William Hastings und von dessen Frau Margary le Bigod, einer Tochter von Roger Bigod, 2. Earl of Norfolk und dessen Frau Ida. Nach dem Tod seines Vaters 1226 erbte Henry dessen Besitzungen, darunter Ashill in Norfolk. Im Gegensatz zu seinem Vater war Hastings ein loyaler Unterstützer von König Heinrich III. Er nahm 1230 am vergeblichen Frankreichfeldzug des Königs teil, ebenso 1242 am Feldzug in die Saintonge, wo er in der Schlacht von Saintes am 22. Juli 1242 in französische Gefangenschaft geriet. Er wurde gegen Jean de Barres ausgetauscht. 1244 diente er dem König in Schottland.
Hastings hatte Ada, eine Tochter von David, Earl of Huntingdon und von Maud, einer Tochter von Earl Hugh of Chester geheiratet. Nach dem Tod von John Scotius, Earl of Huntingdon 1237 wurde seine Frau Ada eine von dessen Erbinnen. Sie erhielt schließlich etwa ein Drittel der Güter des Earldom of Chester, darunter Yardley Hastings in Northamptonshire. Mit diesen Besitzungen gehörte Henry zu den Kronvasallen, und seine Jahreseinkünfte betrugen nun mehr als £ 600. 1250 legte er ein Kreuzzugsgelübde ab, er starb jedoch wenig später.
Mit seiner Frau hatte Hastings mindestens einen Sohn und vier Töchter. Sein Erbe wurde sein Sohn Henry, der Güter in elf englischen Counties, vor allem in den nördlichen und westlichen Midlands erbte. Dessen Enkel John Hastings, 1. Baron Hastings war als Nachfahre von Ada of Huntingdon einer der Anwärter auf den schottischen Thron. Ada of Huntingdon heiratete nach dem Tod von Hastings in zweiter Ehe Sir Ralph Brereton aus Brereton in Cheshire.